# Koviljsko-petrovaradinski rit
Koviljsko-petrovaradinski rit je chráněné území (zvláštní přírodní rezervace), které zahrnuje lužní lesy řeky Dunaje mezi městy Novi Sad a Gardinovci v Srbsku. Přírodní rezervaci tvoří dvě fyzicky oddělné části; část pravého břehu mezi městy Sremski Karlovci a Petrovaradín (říční kilometr 1231-1250) a mnohem větší část levého břehu řeky od Sremských Karlovců až po obec Gardinovci (říční kilometr 1245-1251 km). Rozloha rezervace činí 4 840 ha.
Zatímco pravý břeh Dunaje je v této oblasti strmý, neboť evropský veletok se zde zakousává do podhůří pohoří Fruška Gora, levý břeh tvoří řada záplavových oblastí, lesů, slepých ramen a ostrovů, jakými jsou například Krčedinska ada, Koviljska ada a další.
Přírodní rezervace byla vyhlášena v roce 1998. Již roku 1989 byl Koviljsko-petrovaradínský rit prohlášen za významné hnízdiště ptactva (IBA) a v současné době je rovněž jedním z kandidátů pro lokality tzv. Ramsarské úmluvy.

## Vymezení ochrany
Rezervace je rozdělena do tří pásem, která požívají různý stupeň ochrany, od I. stupně (509 ha, 10,5 % rezervace), přes II. stupeň (2082 ha, 43 %) až do III. stupně (2249 ha, 43,5 %). Jako cenné jsou chráněny především lužní lesy na ostrovech Krčedinska a Koviljska ada. Zhruba 55 % území rezervace tvoří lesy. V centrální části prochází skrz rezervaci dálnice spojující města Bělehrad a Novi Sad, která překonává Dunaj po vysokém mostě.

## Fauna

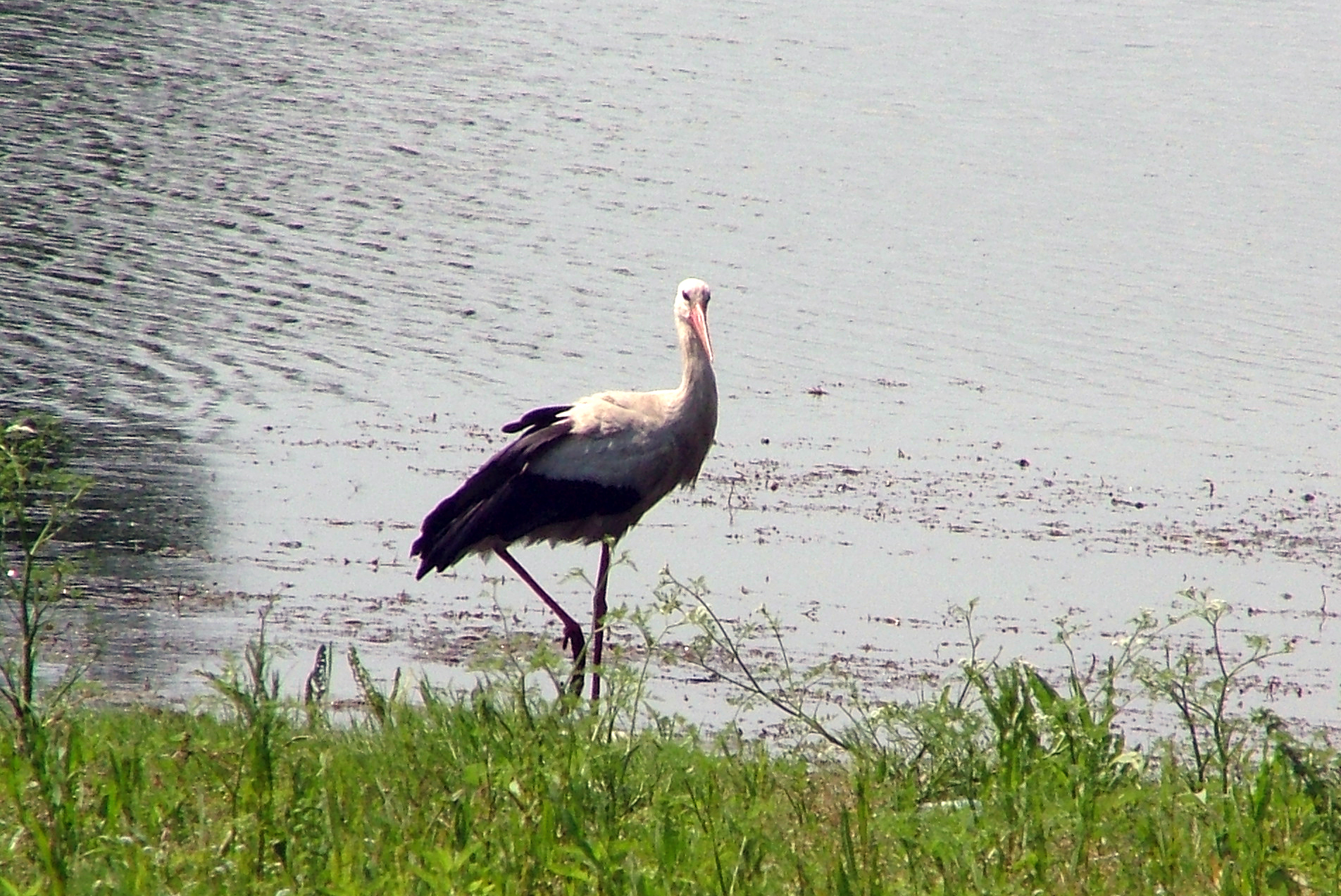
Čáp, žijící na území rezervace

Celá oblast není intenzivně zemědělsky využívána a slouží jak pro příležitostnou pastvu hospodářských zvířat, tak i jako domov spousty druhů divoké zvěře. Žije zde 42 druhů hmyzu, 26 druhů ryb, 11 druhů obojživelníků, 206 druhů ptáků a 26 druhů savců. Řada druhů, pro které je tato rezervace domovem, patří mezi ohrožené.